# Hevea guianensis
Espèce
Classification APG III (2009)
Statut de conservation UICN

 LC  : Préoccupation mineure
Répartition géographique
Synonymes
- Hevea cuneata Huber
- Hevea lutea (Spruce ex Benth.) Müll. Arg.
- Hevea peruviana Aubl.
- Hevea peruviana Lechler ex Bentham
- Siphonia lutea Spruce ex Benth.[2]
- Caoutchoua elastica J.F.Gmel.
- Caoutchoua guianensis (Aubl.) O.F.Cook
- Hevea guianensis subsp. typica Ducke, nom. inval.
- Hevea guianensis f. typica Ducke, nom. inval.
- Siphonanthus elasticus Schreb. ex Baill.
- Siphonia cahuchu Rich. ex Willd.
- Siphonia elastica Pers.
- Siphonia guianensis (Aubl.) Juss. ex Baill.Catalogue of Life (20 juillet 2015)[3]

Hevea guianensis Aubl., l’hévéa de Guyane, est une espèce de plantes à fleurs dicotylédones de la famille des Euphorbiaceae. C'est un arbre originaire d'Amérique du Sud.
Il ne faut pas le confondre avec Evea guianensis Aubl. (Rubiaceae).
Hevea guianensis est connu en Guyane sous les noms de Caoutchouc, Heve, Seringa, Docali, Efea, Hévéa, Afasi boiti (Aluku), Hevea (Saramaka), Sabana-dokali, Eféa (Paramaka).
Ailleurs, on l'appelle :
- au Suriname Seue joeballi, Seve joeballi, Sewejoeballi, Rappa rappa (Arawak), Mapalapa (Karib)[8], Siringa (Garipon), Efea, Sabana-dokali  (Paramaka), Hevea  (Sranan tongo), Eh-wa (Tiriyó)[9],
- au Venezuela Caucho fino, Caucho legítimo, Conuri, Seringa[10],
- au Pérou Shiringa debil, Jebe debil[11]

La variété H. guianensis var. guianensis est appelée Caucho fino, Goma, Seringa au Venezuela, et la variété H. guianensis var. lutea Caucho, Caucho yapi (Baniba (en)), Goma, Goma concha blanca au Venezuela, et Jebe debil, Jebe debil de altura, Jebe a-mapa, Shiringa debil, Shiringa de altura, Shiringa de cerro, Shiringa a-marillo au Pérou
Pour Hevea spp., on cite les noms génériques Hevea, Mapalapa, Seringa, Seringueira au Brésil, Hatti au Guyana, Hevea wood en Malaisie, Jeve, Shirenga au Pérou, Rubber tree en Thaïlande, Arbol se caucho au Vénézuela, Para rubber tree au Royaume-Uni, Rubber Wood aux États-Unis.

## Description
Hevea guianensis est un arbre de la canopée, haut de 20(–25) m.
Son tronc est cylindrique, dépourvu de contreforts, parfois élargi à la base.
L'écorce est brune, écailleuse, l'écorce interne orange pâle.
Il produit un latex de couleur crème ou jaune crème.
Son bois est altérable, léger (densité : 0,46 à 0,65), à grain moyen, de couleur blanchâtre à brun clair.
Les feuilles sont alternes, composées palmées trifoliolées, ± persistantes, conservant quelques vieilles feuilles avec la nouvelle poussée de feuilles.
Les folioles sont longues de 5 à 18(26) cm pour 2,5-4(9) cm de large, de forme oblancéolée, oblongue ou oblongue-obovale, membraneuses, subcoriacées à chartacées, arrondies et brièvement obtuses-apiculées, aiguës ou rarement obtuses-acuminées à l'apex, aiguës à la base, à marges entières, de couleur verdâtre au-dessus, glaucescent pâle en dessous, parfois violescent, glabres ou à pubescence rougeâtre ou brune clairsemée le long des nervures inférieures.
La nervation est pennée, avec 12-17 paires de nervures secondaires.
Les pétioles sont longs de 4-14(25) cm, glabres ou peu poilus, et portant 2-(5) glandes au-dessus de l'apex.
Les pétiolules sont longs de 2 à 7(13) mm.
Les inflorescences sont des panicules moitié moins longues ou aussi longues que les feuilles (15 à 40 cm), à axes bruns ferrugineux-tomentelleux, se développant après la chute des feuilles, pendantes, à l'aisselle des bractées sous les nouvelles feuilles.
Les fleurs sont jaunes, pédicellées, avec des sépales densément pubescents.
Les fleurs staminées (mâles) sont de forme obtuse ou aiguë au stade bouton.
Le calice est pubescent, long de 2 à 3 mm, à 5 lobes aigus, triangulaires, avec un disque nectaire glabre, discret, très petit ou absent.
On compte 5 étamines, sur un seul verticille (ou 7 sur deux verticilles irréguliers), une colonne tomenteuse, finement lobée à l'apex.
Les fleurs pistillées (femelles) sont plus grandes que les fleurs staminées, dépourvues de renflement à la base du calice, mesurant d'environ 3-4 x 3 mm, lobé à 1/3 de l'apex.
Le calice est tubulaire, à lobes triangulaires, unis sur le tiers inférieur.
Les staminodes sont présents ou réduits.
L'ovaire est pubérulent à densément pubescent, avec des stigmates sessiles.
Le fruit est une capsule verdâtre, veinée, mesurant (2)2,5-4 x 2,7-4 cm, à 3 lobes ou ronde en section transversale, à valves épaisses et ligneuses, à déhiscence explosive.
Il contient 3(-6) graines de forme subglobuleuse, ovoïde à oblongue-ellipsoïde (ou quelque peu déprimées), lisses, de couleur brun pâle ponctuées de marbrures roussâtres plus foncées, mesurant 1,3-2 cm (jusqu'à 2,3 × 2 × 1,7 cm),,,,.

### Liste des sous-espèces et variétés
Plusieurs taxons infra-spécifiques sont reconnus au sein d’Hevea guianensis,.
Selon Catalogue of Life (20 juillet 2015) et The Plant List (20 juillet 2015) :
- Hevea guianensis var. guianensis est un arbres haut de 10 à 25 m. Ses fleurs portent 5 anthères, longues d'environ 1 mm, sur un verticille[10].
- Hevea guianensis var. lutea (Spruce ex Benth.) Ducke & R.E.Schult. est un arbres haut de 15–30 m. Ses fleurs portent 5–7, anthères, longues d'environ 0,5 mm, sur 2 verticilles irréguliers[10]. Son latex serait de couleur plutôt jaune[17].
- Hevea guianensis var. marginata (Ducke) Ducke

Selon Tropicos (20 juillet 2015) (Attention liste brute contenant possiblement des synonymes) :
- sous-espèce Hevea guianensis subsp. marginata (Müll. Arg.) Ducke
- sous-espèce Hevea guianensis subsp. occidentalis Ducke
- variété Hevea guianensis var. collina (Huber) Ducke
- variété Hevea guianensis var. cuneata (Huber) Ducke
- variété Hevea guianensis var. guianensis
- variété Hevea guianensis var. lutea (Spruce ex Benth.) Ducke & R.E. Schult.
- variété Hevea guianensis var. marginata (Ducke) Ducke
- variété Hevea guianensis var. occidentalis (Ducke) Ducke
- variété Hevea guianensis var. rupicola R.E. Schult.
- variété Hevea guianensis var. typica Ducke

Hevea guianensis var. lutea pourrait s'hybrider avec Hevea benthamiana, Hevea pauciflora et Hevea brasiliensis au Pérou.
Hevea guianensis pourrait être une des espèces les plus « primitives » du genre,.

## Répartition
Hevea guianensis est l'espèce la plus répandue du genre Hevea : de la Colombie au Brésil, en passant par le Venezuela, le Guyana, le Suriname, la Guyane, l'Équateur, le Pérou, la Bolivie.
- Hevea guianensis var. guianensis est présent au Venezuela (Bolívar, Amazonas)[10]
- Hevea guianensis var. lutea (Spruce ex Benth.) Ducke & R.E.Schult. est présent en Colombie, au Venezuela (Bolívar, Amazonas), au Guyana, au Suriname, en Guyane, et au Brésil[10]

## Écologie
Dans les Guyane, on rapporte que Hevea guianensis est commun, dans les forêts marécageuses, le long des cours d'eau forestiers, dans les forêts de savane et sur les pentes boisées.
En Guyane, il serait dispersé dans les forêts de terre ferme (non inondées), fleurit en septembre, octobre, novembre, et frutifie en mars-mai.
On rencontre Hevea guianensis var. lutea (Spruce ex Benth.) Ducke & R.E.Schult. au Venezuela dans les forêts sempervirentes de plaine à submontagnardes, autour de 100–800 m d'altitude.
La germination des graines est affectée par la qualité de la lumière qu'elles reçoivent.
92 champignons endophytes ont été identifiés dans ses feuilles, ses tiges (très abondants dans le cortex de la tige) et ses racines en Amazonie brésilienne : on trouve représentés les genres Colletotrichum, Diaporthe, Penicillium, Lasiodiplodia (en), Purpureocillium (en), Phyllosticta (en), Daldinia, Pseudofusicoccum (sv), Trichoderma, Fusarium, et Trichoderma (Trichoderma amazonicum, espèce décrite en 2011).

## Utilisation
L'usage du latex d’Hevea spp. (Hevea guianensis) pour la fabrication de Caoutchouc a été rapporté pour la première fois en occident par C.-M. de la Condamine à la suite de son expédition sud-américaine, et par M. Fresneau, Ingénieur du roi que ce dernier a rencontré en 1744 à Cayenne (Guyane), :
« Cahoutchou, résine élastique
La réſine appelée Cahuchu (Prononcez Cahoutchou. En 1747 on a trouvé l'arbre qui produit cette réſine dans les bois de Cayenne, oú juſqu'alors il avoit été inconnu.) dans les pays de la Province de Quito, voiſins de la Mer, eſt auſſi fort commune ſur les bords du Maragnon, & ſert aux mêmes uſages. Quand elle eſt fraiche, on lui donne avec des moules la forme qu'on veut; elle eſt impénétrable à la pluie; mais ce qui la rend plus remarquable, c'eſt ſa grande élaſticité. On en fait des bouteilles qui ne ſont pas fragiles, des bottes, des boules creuſes qui s'applatiſſent quand on les preſſe, & qui dès qu'elles ne ſont plus gênées, reprennent leur premiere figure. Les Portugais du Para ont appris des Omaguas à faire avec la même matiere des pompes ou ſeringues qui n'ont pas beſoin de piſton : elles ont la forme de poires creuſes, percées d'un petit trou à leur extrémité où ils adaptent une canule. On les remplit d'eau, & en les preſſant, lorſqu'elles ſont pleines, elles font l'effet d'une ſeringue ordinaire. Ce meuble eſt fort en uſage chez les Omaguas. Quand ils s'aſſemble entr'eux pour quelque fête, le maitre de la maiſon ne manque pas d'en préſenter une par politeſſe à chacun des conviés, & ſon uſage précede toujours parmi eux les repas de cérémonie. »
— Charles Marie de La Condamine, Juillet 1743.
Le Caoutchouc d’Hevea guianensis est analogue à celui de Hevea brasiliensis, mais cependant réputé de moins bonne qualité.
Cet arbre est très exploité en Amazonie pour l'extraction du latex mais n'est pas cultivé, bien qu'il ait fait l'objet de plantations au début du XXe (abandonnées par la suite) à Montsinéry (Guyane) et dans la forêt nationale du Tapajós (Brésil)
,
,
,
.
Le rôle des plantations d’Hevea guianensis dans la séquestration du carbone a été envisagé.
Hevea guianensis est mentionné aussi parmi les bois utiles de la Guyane. Son bois (densité : 0,7) a été édudié. Il peut être employé pour divers usages de menuiserie (ameublement, lambris, moulure, parquet, placage tranché, escaliers, charpente légère), pour la pâte à papier, les emballages, les panneaux de fibre ou de particules, le contreplaqué, ou le lamellé-collé.
Les graines d’Hevea guianensis seraient comestibles et consommées par les amérindiens d'après Aublet. Le récit fait par Aublet décrivant la consommation de graines crues est surprenant, car les graines d’Hevea sont connues pour être hautement toxiques pour l'homme sans une cuisson longue qui élimine les toxines cyanogènes.
Selon Richard Spruce qui passa 7 ans dans le bassin amazonien (XIXe), les graines d’Hevea sont un excellent appât pour les poissons.
Les aras les mangent avidement, mais elles sont vénéneuses à l'état frais pour l'homme et les mammifères.
Les Indiens du río Uaupés les font bouillir 24 heures, les filtrent, et la masse en résultant qui a la consistance du riz longtemps bouilli, est consommée et serait très savoureuse avec du poisson.
On rapporte des usages alimentaires plus ou moins similaires chez les Makunas du cours inférieur du río Apaporís, les Taiwano (es) du río Kananari et les Kubeo (en) du Vaupés (Colombie).
Les Kuripako (en) des sources de la Guainía (Colombie) font de la purée à partir des graines d’Hevea guianensis.
Les Yukunas et les Tanimukas du río Miriti Paraná (Colombie) fabriquent des "gâteaux" à partir des graines d’Hevea guianensis var. lutea à l'occasion de fêtes.
Ces graines sont aussi utilisées comme perle pour la confection de colliers en bijouterie végétale.
Le latex d’Hevea guianensis, est appliqué sur l'orifice pour tuer les larves d’Oestridae parasites (ex : vers macaque), chez les Tirio du Suriname, et les Waorani d'Équateur. Il serait aussi bu comme tonique.

## Histoire naturelle
En 1751 M. de la Condamine publie pour la première fois une description d’Hevea guianensis d'après les notes de M. Fresneau :
« DESCRIPTION de l'arbre Seringue, (ainſi nommé par les Portugais du Parà; Hhévé par les habitans de la province d’Eſmeraldas, au nord-oueſt de Quito; & Caoutchouc chez les  Maïnas).

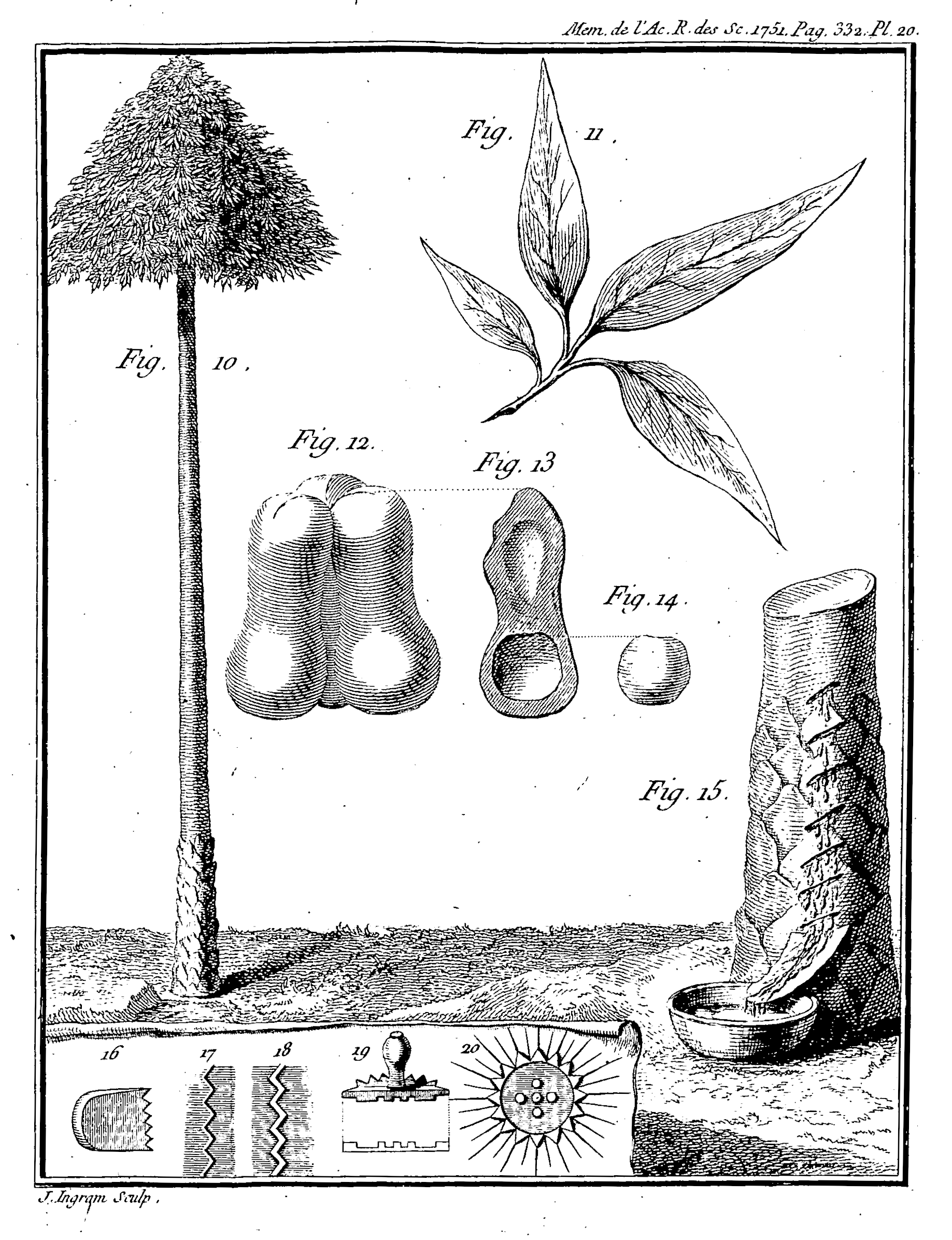
DESCRIPTION de l'arbre Seringue par M. de la Condamine d'après M. Fresneau (1751)
Planche 20.

Cet arbre [Figure 10.] eſt fort haut, très-droit, ayant une petite tête, & ſans autres branches dans toute ſa longueur. Les plus gros dans la Guiane n'ont guère que deux pieds de diamètre, & toutes leurs racines ſont en terre : ſon tronc eſt plus gros vers ſa baſe, & écailleux à peu près comme une pomme de pin ; la feuille [Figure 11.] reſſemble aſſez à celle du Manioc, c'eſt-à-dire qu'elle eſt compoſée de pluſieurs feuilles de grandeur inégale, portées ſur la même queue, tantôt au nombre de cinq, tantôt de quatre, & le plus ordinairement de trois. Les plus grandes feuilles qui occupent le centre, ont environ trois pouces de longueur, & trois quarts de pouce de largeur; elles ſont d'un verd-clair en deſſus, & plus pâle en deſſous.

Le fruit [Figure 12.] de cet arbre eſt une coque triangulaire, ſemblable par ſa figure au fruit du ricin ou palma Chriſti, mais il eſt beaucoup plus gros; la ſubſtance de la coque [Figure 13.] eſt épaiſſe & ligneuſe: cette coque a trois loges qui renferment chacune une ſeule ſemence [Figure 14.] ovale & de couleur brune, ou ſe trouve une amande.
Uſages qu'on peut faire de cet arbre & de ſon fruit.

L'arbre Seringue eſt ſur-tout très-propre pour faire de petits mâts d'une ſeule pièce & des mèches aux gros mâts. Il eſt léger & extrêmement liant, il vient très-droit & très-haut. L'amande qu'il porte étant pilée & bouillie, donne une graiſſe fort utile aux indiens pour préparer leurs mêts, ſelon le rapport qu'ils m'en ont fait; de plus, les perroquets, les arras & les quadrupèdes mangent cette graine, ce qui prouve quelle n'eſt pas mal-faiſante.

Quant à la manière de tirer & d'employer le ſuc de l'arbre Caoutchouc, ainſi que celui des autres arbres dont j'ai parlé dans ce Mémoire, voici le réſultat de mes expériences.

On commence par laver le pied de l'arbre, enſuite on fait avec une ſerpe des inciſions en long, mais un peu de biais, qui doivent pénétrer toute l'épaiſſeur de l'écorce, ayant attention de les faire les unes ſur les autres [Figure 15.], en ſorte que ce qui ſort de l'inciſion d'en haut tombe dans celle qui eſt au deſſous, & ainſi de ſuite juſqu'à la dernière, au bas de laquelle on met une feuille de baliſier ou autre ſemblable que l'on fait tenir avec de la terre glaiſe pour conduire le ſuc dans un vaſe qui eſt placé au pied de l'arbre.

Pour employer les ſucs laiteux des divers arbres dont j'ai fait mention, & qui ſont tous réſineux, on fait un moule de terre glaiſe, ſelon ce qu'on a deſſein de former, & pour le tenir plus commôdément, on enfonce un morceau de bois dans l'endroit qui ne doit point être enduit de ſuc laiteux : c'eſt ainſi qu'on conſerve dans ces ouvrages une ouverture par laquelle on fait ſortir enſuite la terre glaiſe en y introduiſant de l'eau pour la délayer. Un moule quelconque étant formé, poli & adouci avec de l'eau, & préparé comme il a été dit, on l'enduit entièrement de ſuc laiteux avec les doigts, après quoi on expoſe cet enduit ſur une fumée épaiſſe, où l'ardeur du feu ſe faſſe peu ſentir, en tournant ſans ceſſe pour que le fuc ſe répande également ſur le moule, & prenant bien garde que la flamme ne l'atteigne; ce qui feroit bouillir le ſuc laiteux, ou il ſe formeroit de petits trous. Dès qu'on voit une couleur jaune, & que le doigt ne s'attache plus à ce premier enduit, on met une ſeconde couche que l'on traite de même, & ainſi des autres, juſqu'à ce qu'on juge qu'il y ait aſſez d'épaiſſeur, & alors on tient la matière plus long-temps ſur le feu, afin d'en faire évaporer toute l'humidité, & qu'il ne reſte plus que la réſine élaſtique qui n'eſt, comme je le penſe, qu'une eſpèce d'huile réſineuſe, condenſée & dépouillée de ſa partie ſéreuſe, qui s'eſt évaporée peu à peu à la chaleur de la fumée épaiſſe ſur laquelle cette huile a été expoſée pendant l'opération ; enfin les ouvrages ſeront d'autant plus ſolides; qu'on y aura employé plus de couches. Quand l'ouvrage eſt fraîchement fait, avant même de le deſſécher parfaitement ; 0n peut faire tel deſſein que l'on ſouhaite avec une pointe de fer ou de bois dur: j'ai auſſi imité des coutures de bottes avec un morceau de bois denté [Figure 16.] à diſtances égales, avec lequel, en l'appliquant à plat, je faiſois refluer la matière tout le long de ſa couture feinte, toûjours du même côté, ce qui formoit une trace en zigzag; [Figure 17.] enſuite j'appliquois l'outil de l'autre côté en ſens contraire, en faiſant ſemblablement & à pareille diſtance refluer la matière, obſervant de placer les vuides de l'outil vis-à-vis le plein de ce qui étoit déjà formé. Par ces deux opérations, j'ai imité une couture où l'alêne ni ſe ligneul n'ont point eu de part [Figure 18.]. J'ai fait auſſi de certains agrémens avec le canon d'une clef, dont je me ſuis ſervi à peu près comme d'un emporte-pièce: j'ai encore percé un morceau de bois de ſix lignes de diamètre, & environ deux lignes d'épaiſſeur, comme on le voit au profil [Figure 19.], dont les bords étoient moins épais & dentelés vers le milieu, j'ai fait de petits trous en rond & un au centre; en appliquant cet outil ſur la matière réſineuſe dont j'ai parlé, il formoit une figure autour de laquelle on peut faire des rayons avec la pointe ci-deſſus [figure 20.]: de même on imaginera d'autres agrémens tels qu'une roulette de pâtiſſerie, &c. qu'on pourra mettre en pratique, & poncer tels deſſeins qu'on jugera à propos. »
— Charles Marie de La Condamine, Mémoire de l'Académie Royale des Sciences, 1751.

### Protologue
En 1775, le botaniste Aublet propose le protologue suivant :
« HEVEA Guianenſis. (Tabula 335.)

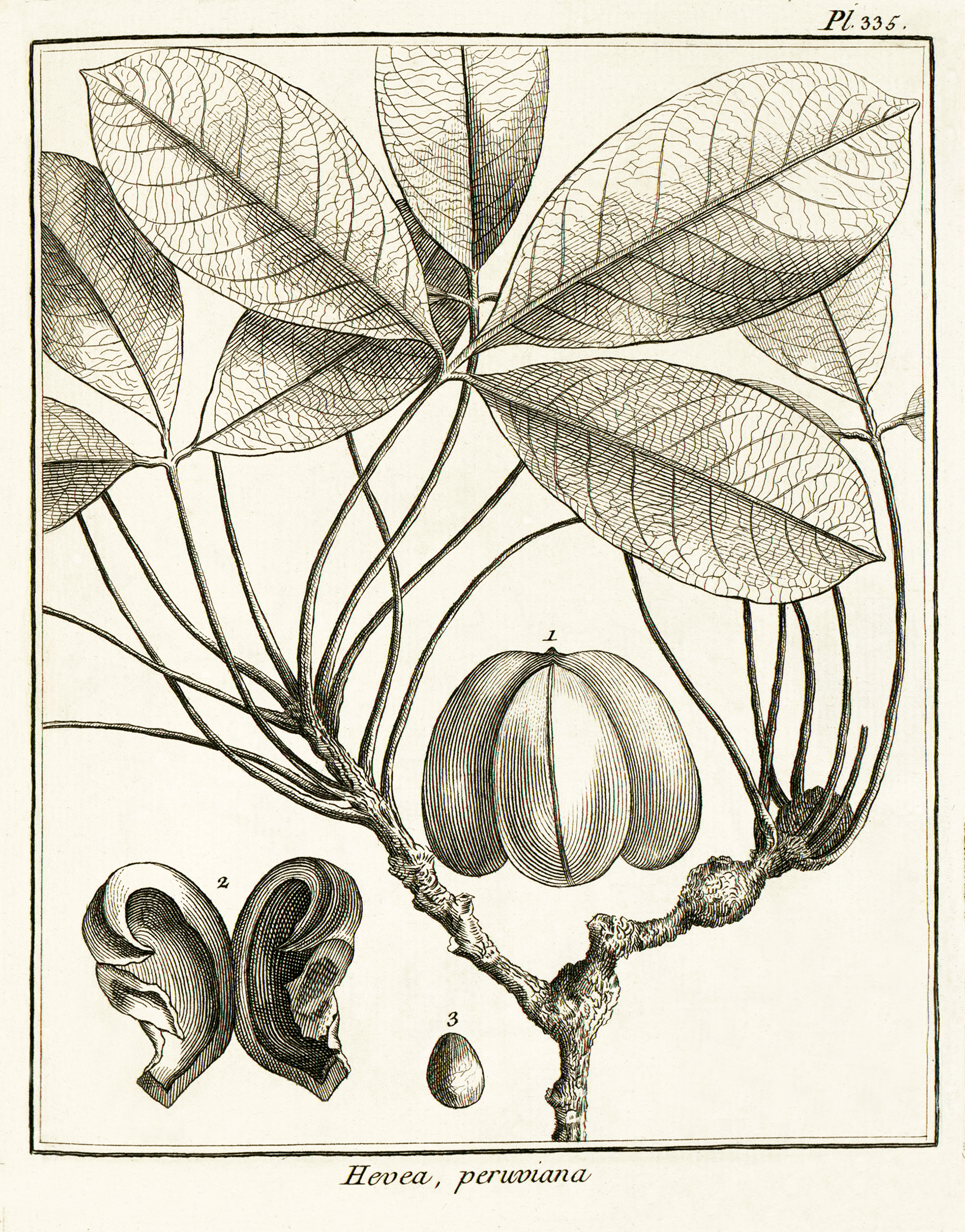
Hevea guianensis par Aublet (1775)
Planche 335 : 1. Fruit formé de trois capſules qui ſont unies enſemble. - 2. Capſule oſſeuſe s ouverte avec élaſticité, en deux valves. - 3. Semence.

Arbor trunco ſexaginta-pedali, ad ſummitatem ramoſo ; ramis longis, nudis, latè & undique ſparſis; ramulis folioſis, & fructiferis. Folia alterria, densè poſita, ternata ; foliolis ovatis, acutis, ſupernè glabris, integerrimis, infernè cinereis, ſubſeſſilibus, ad apicem longi petioli adnexis. Flores non obſervavi. Fructus ſpicati, terminates. Pericarpium ; capſula glabra, oblonga, trigona, apice acuto, triſulcata, trilocularis, Singulis loculis bivalvibus, valvulis craſſis, lignoſis, extrorſum élaſticè dehiſcentibus. Semina duo, tria, quandoque unum, ovata, teſtaâ è cinereo & ferrugineo variegatâ, tenui, fragili, tecta, introrsùm angulo valvularum affixa. Nucleus dulcis & edulis.
E cortice incifo manat ſuccus lacteus, partim aquoſus, partim reſinoſus, qui inſpiſſatus, gummi élaſticum dicitur, & ad varios uſus uſurpatur.
Fructum ferebat Aprili & Maio.
Habitat in ſylvis Guianæ.
Nomen Caribæum HEVÉ ; Luſitanorum PAO SERINGA.
LE CAOUTCHOU de la Guiane. (Planche 335.)
Le tronc de cet arbre s'élève de cinquante a ſoixante pieds, ſur deux pieds & demi de diamètre. Son écorce eſt griſâtre, peu épaiſſe. Son bois eſt blanc, & peu compacte ; il pouſſe à ſon ſommet pluſieurs branches, les unes droites, & les autres inclinées, qui s'étendent au loin, & ſe répandent en tous ſens. Elles ſont chargées de rameaux garnis à leur extrémité de feuilles alternes, rangées circulairement, & près à près. Ces feuilles ſont à trois folioles, articulées ſur un long pédicule grêle, & creuſé en deſſus dans toute ſa longueur ; il eſt convexe en deſſous, & renflé à ſa naiſſance. Les folioles ſont entières, liſſes, ovales, aiguës, vertes en deſſus, de couleur cendrée en deſſous ; elles ſont rétrécies à leur naiſſance, & creuſées en gouttiere.
Je n'ai pu obſerver les fleurs de cet arbre ; je n'en ai vu que les fruits : ils étoient diſpoſés en épis, à l'extrémité des rameaux.
Le fruit eſt oblong, verdâtre, à trois groſſes côtes arrondies, plus larges par le bas ; il eſt ſurmonté d'une petite pointe. Ces trois cotes ſont trois capſules ſèches, unies enſemble par l'angle qu'elles forment a leur face interne ; elles ſont couvertes d'une peau qui ſe détache dans leur maturité ; chacune s'ouvre en deux valves avec élaſticité de bas en haut, & c'eſt toujours du côte intérieur qu'elles commencent à ſe ſéparer. Ces valves ſont jaunâtres, d'une ſubſtance ligneuſe, compacte, fermé, & comme oſſeuſe. Chaque capſule contient ordinairement deux semences, quelquefois une ſeule, & d'autrefois trois: elles ſont attachées a l'angle interne de la Capſule. Ces ſemences ſont des coques comme ovoïdes, rouſſâtres, & bariolées de noir. Leur coque eſt caſſante & mince ; elle contient une amande blanche, enveloppée d'une fine membrane de même couleur. Cette amande eſt agréable au goût, & très bonne à manger. On ne peut la mieux comparer qu'à une noiſette ; die en a le goût. On a repréſenté le rameau, ſes feuilles, le fruit, & les deux valves d'une capſule, de grandeur naturelle. Les groſſeurs, qui ſont ſur le rameau, ſont occaſionnées par les piqures d'inſectes.
Cet arbre eſt nommé SIRINGA par les Garipons ; HÉVÉ par les habitans de la province d'Eſmeraldas au nord-oueſt de Quito, & CAOUTCHOUC par les  Maïnas (en) ; PAO SERINGA par les Portugais du Para.
On trouvé une mauvaiſe figure de cet arbre, de ſes feuilles & de ſon fruit, Planche 20, Mém. de l' Ac. Roy. des Sciences, 1751.
Les Galibis & les Garipons ramaſſent ſoigneuſement les noiſettes des fruits de cet arbre. Ils les conſervent & les mangent avec plaiſir. J'ai été témoin de leur empreſſement à les recueillir, lorſque ces arbres ſe ſont rencontres dans les voyages que je faiſois avec eux ; je les ai imités ; j'ai mangé beaucoup de ces noiſettes ſans en être aucunement incommodé.
Pour peu qu'on entaille l'écorce du tronc de cet arbre, il en découle un ſuc laiteux ; & quand on veut en tirer une grande quantité, on commence par faire au bas du tronc une entaille profonde qui pénétré dans le bois ; on fait enſuite une inciſion qui prend du haut du tronc juſqu'à l'entaille, & par diſtance on en pratique d'autres latérales & obliques qui viennent aboutir a l'inciſion longitudinale. Toutes ces inciſions ainſi pratiquées conduiſent le ſuc laiteux dans un vaſe place a l'ouverture de l'entaille, le ſuc s’épaiſſit, perd ſon humidité, & devient une réſine molle, rouſſâtre & élaſtique ; lorſqu'il eſt très récent, il prend la forme des inſtruments &r des vaſes ſur leſquels on l'appliqué couche par couche, que l'on fait ſècher à meſure en l'expoſant à la chaleur du feu. Cette couverture devient plus ou moins épaiſſe, mais toujours molle & flexible. Si les vaſes ſont de terre glaiſe, on introduit de l'eau pour la délayer & la faire ſortir ; ſi c'eſt un vaſe de terre cuite, on le briſe en petits morceaux ; c'eſt la façon d'opérer des Garipons.
On fait avec cette réſine des boules ſolides qui, étant ſèchées, ſont fort élaſtiques ; on en peut faire toutes fortes de petits inſtruments, comme ſeringues, bouteilles, bottes, ſouliers. On en fait auſſi des torches & des flambeaux dont la lumière eſt éclatante.
Cet arbre croît dans les forêts d'Aroura, du Maripa, de Saint-Régis; du Comté de Gene, de la crique des Galibis, de Sinémari, & de Caux.

II étoit en fruit dans les mois d'Avril & de Mai. »
— Fusée-Aublet, 1775.